# Масуда Дзюн'їті
Джюн'їчі Масуда  (яп. 増田 順一 Masuda Jun'ichi, нар. 12 січня 1968, Йокоґама, Японія)  — ігровий композитор, директор розроблення ігор, геймдизайнер, ігровий продюсер і програміст, відомий за його роботу над франчайзом «Покемон». Він є членом ради директорів компанії Game Freak, в якій працює з 1989 року. До початку роботи над іграми серії Pokémon він допомагав при написанні музики до ігор Mendel Palace і Smart Ball. У розробленні першої гри цієї серії, Pokémon Red і Green, він брав участь як композитор і творець звукових ефектів, а також брав на себе частину роботи з програмування.
При розробленні нових проектів Масуда бере на себе й інші ролі. Він також займається розкручуванням і просуванням ігор, а також затверджує остаточний зовнішній вигляд нових покемонів. При розробці ігор він намагається зберегти їх доступними в освоєнні, але рівночасно збільшувати їх рівень складності. У роботі він дотримується класики індустрії, орієнтуючись на портативні гральні системи і 2D-графіку. При створенні музики Джюн'їеш Масуда черпає натхнення з творів сучасних композиторів, таких як Дмитро Шостакович, проте як приклад хорошої музики для відеоігор він використовує ігри серії Mario. Ідеї для ігор узяті переважно із життя і повсякденних спостережень.

## Життєпис
Джюн'їчі Масуда народився 12 січня 1968 року в Йокогамі — адміністративному центрі префектури Канаґава, що в Японії. Будучи дитиною, він часто їздив з батьками відпочивати у регіон Кюсю, де досі живуть багато хто з його родичів. Там він багато часу проводив за ловлею риби та комах, що пізніше вплинуло на дизайн його ігор. Моделюючи Хоен, один з регіонів в іграх серії Pokémon, Масуда надихався саме дитячими спогадами про Кюшю, і намагався зробити ігровий регіон якомога більше схожим на справжній. У старшій Школі Масуда почав грати на тромбоні; він незабаром познайомився з класичною музикою, зацікавившись такими творами, як «Весна священна» і «Симфонія № 5» Шостаковича.
Масуда навчався в Японському коледжі електроніки — технікумі, розташованому в Шінджюку, де він вивчав комп'ютерну графіку та програмування на мові Сі, використовуючи комп'ютер DEC Professional. У вересні 2002 року у Масуди народилася дочка, яку він назвав Кірі на честь одного з персонажів Pokémon Ruby і Sapphire.

## Кар'єра
Джюн'їчі Масуда працює в Game Freak з самого моменту заснування компанії 1989 року. Масуда був залучений до розроблення кожного проекту, які вони коли-небудь робили, і був у числі розробників, які створювали оригінальну гру Pokémon Red і Green. З тих пір він бере участь у розробці кожної гри серії Pokémon. Окрім того, зараз він перебуває в раді директорів компанії Game Freak.
Вперше Масуда був найнятий на роботу для того, щоб писати програми і комп'ютерні ігри. Його першою грою в Game Freak була Mendel Palace, гра-головоломка для консолі Nintendo Entertainment System. після неї він працював над грою Smart Ball, а потім і над Yoshi, яка стала першою грою, випущеною у співпраці з Nintendo. Коли компанія випускала перші ігри серії Pokémon, Масуда працював переважно як композитор, хоча і робив дрібні роботи з програмування, однак пізніше він почав займатися розробленням і продюсуванням самих ігор. Роль Масуди як програміста обмежувалася тим, що він писав алгоритми відтворення в іграх музики і звукових ефектів. Він створив музику для Pokémon Diamond і Pearl і продюсував Pokémon Platinum та Pokémon HeartGold і SoulSilver.
Масуда бере безпосередню участь у створенні багатьох покемонів. Він каже, що найскладніший аспект дизайну полягає в тому, щоб бути впевненим, що ім'я і атрибути нового покемона сподобаються великій аудиторії. Починаючи з Pokémon Ruby і Sapphire, Масуда є одним з основних співробітників, які схвалюють або відхиляють дизайн нових покемонів. Розробка більшості персонажів займає півроку, тоді як на головних героїв іде більше року. Також Масуда курирував написання музичної композиції для рівня Pokémon Stadium в грі Super Smash Bros. Brawl.

## Вплив і стиль
При створенні ігор Масуда керується ідеєю про те, що навіть новачок повинен мати можливість вільно грати в неї. Для цього він уводить нові ігрові функції одну за одною прямо у ході гри, представляючи їх гравцеві в простій формі, що дає останньому можливість їх легко засвоювати. Масуда вважає, що портативні гральні системи надають можливості для соціальної взаємодії, які відсутні у домашніх ігрових консолях. Він заявив, що продовження використання 2D-графіки є невід'ємною частиною успіху ігор серії Pokémon.
Стиль музики Масуда черпає з ряду джерел, зокрема, з класичної музики і робіт Ігоря Стравинського та Дмитра Шостаковича. Його улюблений музичний жанр — техно, і він бачить у музиці ігор серії Mario приклад дійсно хорошої музики з комп'ютерних ігор. Для більшості його ідей послужило натхненням просте спостереження за реальним життям і уява того, як об'єкти реального життя виглядатимуть намальованими на папері та у грі. Як правило, він не використовує старих персонажів за джерела натхнення при створенні нових, а замість цього черпає натхнення для них зі сторонніх джерел.